# Hippocampus abdominalis
Hippocampus abdominalis és una espècie de peix de la família dels singnàtids i de l'ordre dels singnatiformes que es troba a Austràlia i Nova Zelanda.
Els mascles poden assolir els 35 cm de longitud total.